# Джукаев, Расул Магомедович
Расу́л Магоме́дович Джука́ев (11 августа 1984, Чеченская Республика, Россия) — российский чеченский борец вольного стиля, чемпион и призёр чемпионатов России, призёр чемпионатов Европы и мира, обладатель Кубка Европейских наций, заслуженный мастер спорта России (2010), победитель и призёр многих всероссийских и международных турниров.
В мае 2025 года был назначен президентом Федерации спортивной борьбы Чеченской Республики. Ранее эту должность много лет занимал Бувайсар Сайтиев.

## Спортивные достижения
- 2001, чемпионат России среди кадетов — ;
- 2001, чемпионат Европы среди кадетов — ;
- 2003, чемпионат России среди молодёжи — ;
- 2009, Кубок мира (личный зачет) — ;
- 2009, Кубок мира (командный зачет) — ;
- Чемпионат России по вольной борьбе 2009 — ;
- Чемпионат России по вольной борьбе 2011 — ;
- 2011, Кубок Рамзана Кадырова на призы Адлана Вараева — ;
- 2012, Кубок Рамзана Кадырова на призы Адлана Вараева — ;
- Чемпионат России по вольной борьбе 2015 — ;
- Чемпионат России по вольной борьбе 2017 — ;

## Семья
Магомед Джукаев — отец и тренер.

## Награды
- Орден Кадырова (10 февраля 2024) — за особый вклад в развитие физической культуры и спорта Чеченской Республики, выдающиеся спортивные достижения, получившие широкую известность